# Erik Eiselt
Erik Eiselt (ájzelt), slovenski agronom, * 12. junij 1900, Podpreska, † 22. maj 1975 Ljubljana.

## Življenje in delo
Po diplomi 1925 na zagrebški Agronomski fakulteti je v letih 1928−32 služboval kot referent za živinorejo v Ljubljani ter od 1932−36 v Murski Soboti. V letih 1936−1940 je bil profesor na Vinarski-sadjarski šoli v Mariboru, nato do 1945 kmetijski referent za okraj Ljubljana okolica. Od 1946−62 je bil predstojnik oddelka za živinorejo na Kmetijskem znanstvenem zavodu oziroma Kmetijskem Inštitutu Slovenije. V letih 1962−72 je kot višji predavatelj predaval na oddelku za živinorejo na Biotehniški fakulteti v Ljubljani. Kot znanstveni sodelavec je poskusnem posestvu  v Ponovičah proučeval ovimljenjev goveda, zrejo mladih govedi ter uvajal nove postopke: intenzivno pašo krav, sušenje sena s prevetrovanjem, rejo mlade živine v odprtih hlevih in intenzivno pridobivanje mleka. Napisal je več razprav, strokovnih člankov in knjig.